# Europese Spelen 2023

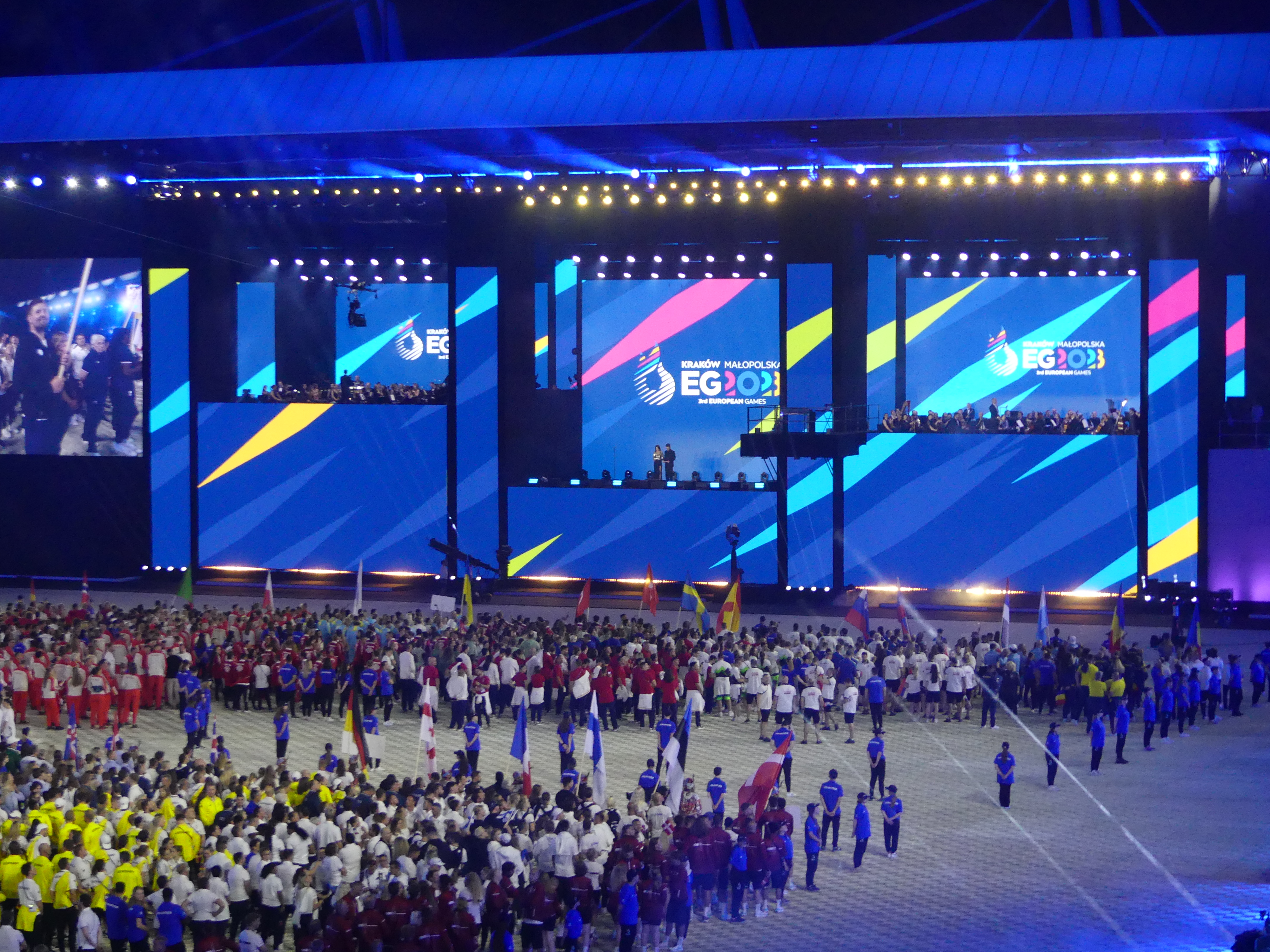
Openingsceremonie van de Spelen in Krakau

De Europese Spelen 2023 was de derde editie van de Europese Spelen, die werden georganiseerd in de Poolse stad Krakau en haar directe omgeving, het woiwodschap Klein-Polen. Deze regio werd tijdens de voorgaande spelen in 2019 unaniem door de EOC als host geselecteerd.
Voor veel deelnemers waren de Europese Spelen een belangrijke opmaat voor de Olympische Spelen van Parijs, die in 2024 zullen plaatsvinden. Bij veel sporten konden de deelnemers zich bij deze Europese Spelen voor de Olympische Spelen kwalificeren. 
Strandhandbal was een nieuwe sportdiscipline die als demonstratiesport werd toegevoegd.
De EBU verzorgde de uitzendingen van deze, en ook de volgende editie in 2027.

## Sporten
De Europese Spelen van 2023 bestonden uit 253 disciplines die waren verdeeld over 29 sporten. Dit waren negen sporten meer dan in 2019. In onderstaande lijst zijn de vijf demonstratiesporten opgenomen met een ster erachter.
| Sport              | Disciplines |
| ------------------ | ----------- |
| Amputatievoetbal*  | 1           |
| Atletiek           | 38          |
| Boogschieten       | 8           |
| Badminton          | 5           |
| 3x3 basketbal      | 2           |
| Beach handball     | 2           |
| Boksen             | 13          |
| Breakdance         | 2           |
| Schoonspringen     | 13          |
| Judo               | 1           |
| Kanovaren (sprint) | 16          |
| Kanoslalom         | 10          |
| Karate             | 12          |
| Kickboxen          | 16          |
| Moderne vijfkamp   | 5           |
| Motorracen*        | 1           |
| Berglopen*         | 2           |
| Thaiboksen         | 10          |
| Oriëntatieloop     | 2           |
| Padel              | 3           |
| Rugby sevens       | 2           |
| Schaken            | 1           |
| Schermen           | 12          |
| Schietsport        | 30          |
| Skispringen        | 5           |
| Sportklimmen       | 6           |
| Sumo               | 12          |
| Synchroonzwemmen   | 8           |
| Tafeltennis        | 5           |
| Taekwondo          | 16          |
| Teqball            | 5           |
| Triatlon           | 3           |
| Wielrennen         | 4           |